# كميل أحمدي
كامیل احمدی (كامل الاحمدي) هو باحث بريطاني إيراني من مواليد عام 1972 ولد في محافظة نغادة يعمل في مجال الأنثروبولوجيا الاجتماعية أو علم الإنسان الاجتماعي معروف بأبحاثه وأنشطته في الجنس والأطفال والأقليات العرقية وعمل الأطفال، وهو منسق ومطور لأكثر من 11 كتابًا دراسيًا بحثيًا و 20 مقالًا علميًا باللغات الفارسية والإنجليزية والتركية والكردية حول عدة مواضيع مثل زواج الأطفال والزواج المؤقت وختان الإناث وختان الذكور وعمالة الأطفال والتفرقة العرقية وقضايا المثليين والمتحولين جنسيًا.
حصل الأحمدي على شهادة الدبلوم الوطني العالي ودرجة البكالوريوس في الطباعة والنشر من جامعة لندن للاتصالات ودرجة الماجستير في الأنثروبولوجيا الاجتماعية والإثنوغرافيا المرئية من جامعة كنت في المملكة المتحدة، كما أنهى تدريبات ودورات متخصصة في السياسة في الشرق الأوسط وأساليب البحث في جامعات أخرى في إنجلترا، فاز الأحمدي بجائزة مؤسسة السلام العالمي للآداب والعلوم الإنسانية في عام 2018 في حفل أقامته جامعة جورج واشنطن عن مجموعة أعماله حول القضايا الاجتماعية.
أجرى أحمدي العديد من المشاريع البحثية خلال مسيرته المهنية كباحث في مجال الأنثروبولوجيا في أجزاء مختلفة من جنوب غرب آسيا بما في ذلك أفغانستان وإيران والعراق وتركيا.
أفادت وسائل إعلام داخل وخارج إيران أن قوات الأمن التابعة للحرس الثوري الإيراني اعتقلت كميل ل أحمدي في منتصف أغسطس من عام 2019 في جمهورية إيران الإسلامية، حُكم عليه بالسجن لمدة تسع سنوات وثلاثة أشهر وغرامة قدرها 600 ألف يورو بتهمة التعاون مع حكومة معادية ومحاولة تقسيم إيران من خلال البحث العلمي والسعي إلى تغييرات ثقافية وتنفيذ مشاريع مناهضة للحكومة، وإجراء أعمال بحثية تخريبية تتعلق بالقضايا الاجتماعية والأقليات وتعزيز ودعم المثلية الجنسية في شكل بحث علمي وعدة تهم أخرى بعد عام في ديسمبر 2020. ثم هرب الأحمدي أثناء إطلاق سراحه بكفالة قدرها 500 مليون تومان في ديسمبر 2020 عبر الحدود الغربية لكردستان الإيرانية ولجأ إلى بريطانيا.

## حياته الشخصية
ولد كامیل احمدی (كامل الاحمدي) عام 1972 في أسرة من الطبقة المتوسطة تتحدث الكردية في بلدة نجدة المختلطة عرقيًا في محافظة أذربيجان الغربية بإيران.
انضمت الجماعات الكردية إلى النضال من أجل إنهاء حكم الشاه أثناء الثورة الإيرانية عندما كان أحمدي صبيًا، وأرادوا حكمًا ذاتيًا للأقلية الكردية في إيران. لكن رفض النظام الإسلامي الجديد هذا المطلب بعد انتهاء الثورة واندلع صراع بين القوات الحكومية ومقاتلي البشمركة الأكراد والذي استمر لسنوات وخلف آلاف القتلى.
ذكر أحمدي في مقابلة على قناة بي بي سي أن بلدته أصبحت مسرحًا لقتال عرقي مرير مع تزايد المطالب بالحكم الذاتي ما دفع عائلته إلى الفرار واللجوء لقرى مختلفة ومن تلك اللحظة لم يعد أبدًا إلى مسقط رأسه.
تلقى أحمدي تعليمه الابتدائي في مدارس مختلفة في نغادة وقرية غيرد أشفان وفي بلدة بيرانشهر بسبب التغيرات السياسية في إيران في الفترة بين 1979 و 1985، ودرس ثلاثة أنظمة تعليمية وهم نظام الحكومة الإمبراطورية (الشاه) ونظام كردستان الإيرانية ونظام حكومة جمهورية إيران الإسلامية.
أكمل تعليمه الثانوي في مدارس مقبل ومعروفي ومحمد رؤوف في بلدتي بيرانشهر ونغادة في وقت لاحق إلا أنه فقد شغفه في الدراسة أثناء النزاعات الداخلية والحرب الإيرانية العراقية، فترك المدرسة واستمر في التعليم المنزلي.  
ذكر أحمدي في مقابلته على قناة بي بي سي أنه أُعتقل وعُذِب في سن المراهقة بسبب أنشطته السياسية، و قرر الهجرة من إيران إلى بريطانيا لمواصلة دراسته أثناء التوترات السياسية الداخلية والصراعات العسكرية بين الحكومة الإيرانية والأحزاب السياسية الكردية وبعد الحرب بين إيران والعراق.
حصل كامیل احمدی (كامل الاحمدي) بعد الهجرة إلى إنجلترا على شهادته الجامعية بدرجة البكالوريوس في الطباعة والنشر والاقتصاد البيئي من جامعة لندن للاتصالات في عام 2002، وحصل على درجة الماجستير في الأنثروبولوجيا الاجتماعية في عام 2005 من جامعة كنت في كانتربري، ودرس أساليب البحث في جامعات أخرى في لندن.